# Стрелецкая Пушкарка
Стрелецкая Пушкарка (укр. Стрілецька Пушкарка) — село,
Поповский сельский совет,
Великописаревский район,
Сумская область,
Украина.
Код КОАТУУ — 5921283603. Население по переписи 2001 года составляло 187 человек.

## Географическое положение
Село Стрелецкая Пушкарка находится на правом берегу реки Ворскла,
выше по течению на расстоянии в 2 км расположено село Луговка,
ниже по течению примыкает село Вольное,
на противоположном берегу — пгт Великая Писаревка.
Река в этом месте извилистая, образует лиманы, старицы и заболоченные озёра.